# Самуїлова Крепост
Самуї́лова Кре́пост (болг. Самуилова крепост) — село в Благоєвградській області Болгарії. Входить до складу общини Петрич.

## Населення
За даними перепису населення 2011 року у селі проживали 0 осіб.
Динаміка населення: